# Грённинг, Себастьян
Себастьян Грённинг Андерсен (дат. Sebastian Grönning Andersen; 3 февраля 1997 года, Ольборг) — датский футболист, нападающий берлинской «Герты».

## Клубная карьера
Магнус является воспитанником «Ольборга». С 2016 года — игрок основной команды. 17 июля 2016 года дебютировал в датском чемпионате в поединке против «Хорсенса», выйдя на замену на 66-й минуте вместо Кристиана Бассогога.
19 июля 2019 года подписал однолетний контракт со «Скиве». Провёл за клуб 33 игры, забил 14 мячей. 1 августа 2020 года перешёл в «Виборг», также выступавший в первом датском дивизионе, подписав с клубом трёхлетний контракт. Дебютировал за него 10 сентября 2020 года в поединке против одного из своих бывших клубов — «Хобро». Отличился на 82-й минуте, принеся команде ничью. Всего сыграл в сезоне 32 матча, забил 25 голов. Стал лучшим бомбардиром команды и помог «Виборгу» победить в сезоне, а также вернуться в датскую Суперлигу.